# Музей-квартира Тараса Шевченка
Музе́й-кварти́ра Тара́са Шевче́нка — музей, створений в колишній майстерні поета й художника в приміщенні Академії мистецтв у Санкт-Петербурзі.

## Короткий опис
Музей було засновано 9 березня 1964 року. Меморіальна майстерня Шевченка є єдиним музеєм в Петербурзі, що присвячений життю і творчості Тараса Шевченка.
У цій майстерні Тарас Шевченко жив наприкінці свого життя, саме тут він помер 10 березня 1861 року.
Інтер'єр майстерні відтворено за спогадами сучасників (М. Лєскова, І. Тургенєва та ін.). Представлено атрибути діяльності Шевченка як живописця та гравера в копіях та оригіналах. Музей складається з двох приміщень: верхнього і нижнього. Верхня кімната використовувалася Шевченком як літературний кабінет. Зараз тут розміщена експозиція, присвячена основним етапам життя й творчості Шевченка.
У нижній частині музею представлено живописні й графічні роботи українського художника. У музеї зібрано чимало оригіналів графічних робіт, а також копії та репродукції живописних творів усіх періодів творчості Шевченка. В експозиції представлено прижиттєві та рідкісні видання поета, а також колекція книжкової Шевченкіани.

## Практична інформація
- Адреса: 199034, Санкт-Петербург, Университетска наб., 17.
- Проїзд: ст. м. «Василеостровська», «Невский проспект» — авт. 7, трол. 1, 10; ст. метро «Спортивна» — трамвай 6, 63
- Працює щодня з 11.00 до 16.00, крім понеділка та вівторка, але тільки за попередньою домовленістю.